# Schronisko w Obłazowej Drugie
Schronisko w Obłazowej II – jaskinia, a właściwie schronisko, w Kotlinie Orawsko-Nowotarskiej, w rezerwacie przyrody Przełom Białki pod Krempachami, u podnóża skałki Obłazowa, na wschód od Schroniska w Obłazowej Pierwszego, na wysokości 623 m n.p.m. Długość jaskini wynosi 13 metrów, a jej deniwelacja 2,5 metrów. 

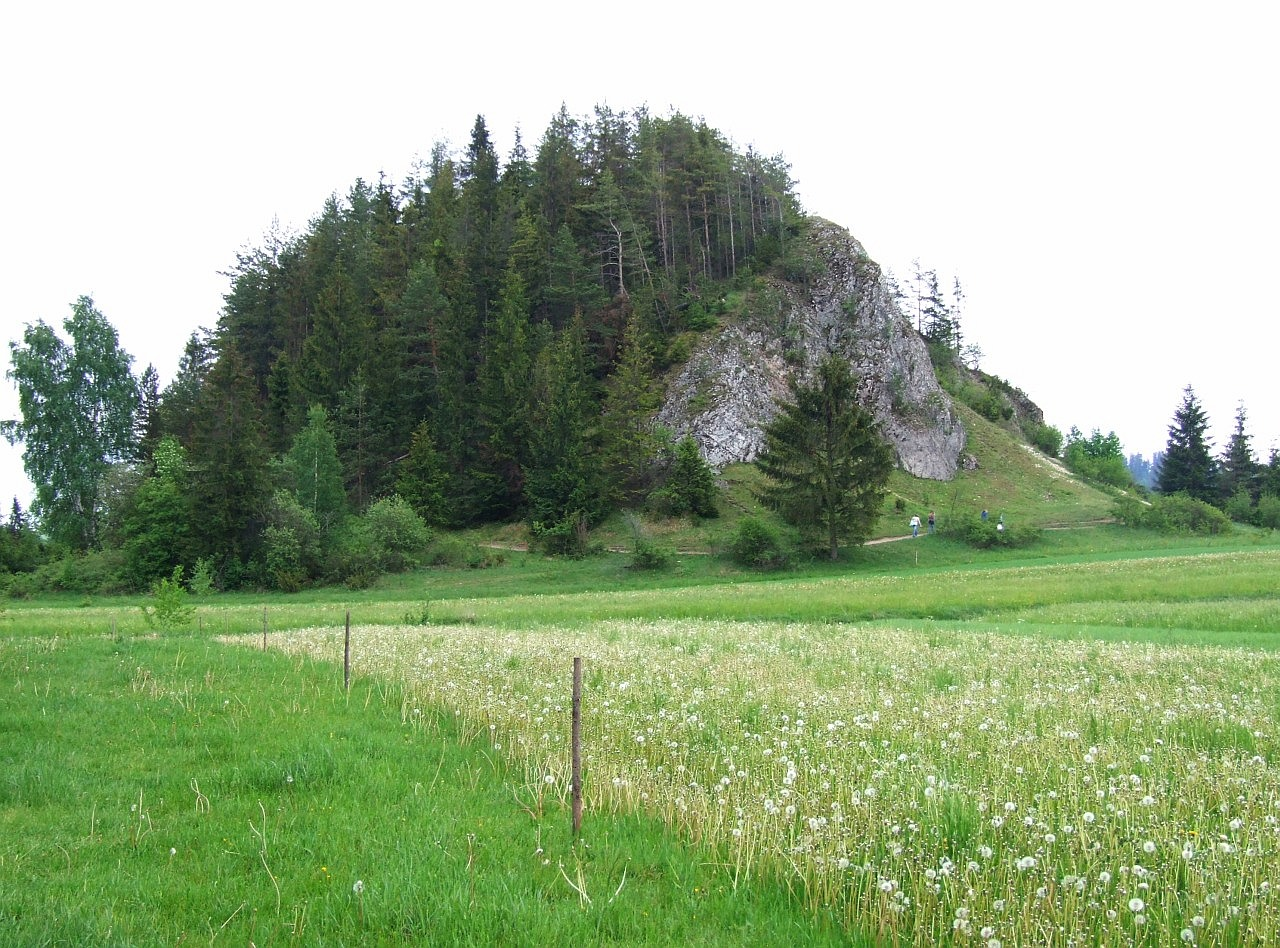
Skała Obłazowa

## Opis jaskini
Jaskinię stanowi obszerna sala, o lekko wznoszącym się dnie, znajdująca się zaraz za bardzo dużym, podłużnym otworem wejściowym.

## Przyroda
W jaskini nie ma nacieków. Ściany są suche, rosną na nich glony, porosty i mchy.

## Historia odkryć
Jaskinia była znana od dawna. Okoliczni mieszkańcy wydobywali z niej wapień. Plan i opis schroniska sporządzili A. Amirowicz i J. Baryła w 1996 roku.